# 파트리시아 콘데
파트리시아 콘데(Patricia Conde, 1979년 10월 5일 ~ )는 스페인의 배우이다.